# Giuditta Pasta
Giuditta Negri, devenue après son mariage Giuditta Pasta, (née le 26 octobre 1797 à Saronno, dans l'actuelle province de Varèse, en Lombardie et morte le 1er avril 1865 à Côme) est une cantatrice italienne du XIXe siècle.

## Biographie
Giuditta Pasta naît sous le nom d'Angiola Maria Costanza, fille d'un apothicaire. Le prénom Giuditta lui est attribuée après le baptême et les origines juives de la famille font débat parmi les historiens. Elle est élevée par sa grand-mère maternelle et un oncle violoncelliste amateur qui détecte ses talents musicaux.

### Débuts
Giuditta Pasta débute en 1815 au Théâtre des « Filodrammatici » à Milan dans Lope de Vega, un opéra du Maestro Giuseppe Scappa (maître de clavecin et compositeur amateur) et épouse la même année un avocat, ténor amateur, Giuseppe Pasta. Le succès est modeste mais Ferdinando Paër la recrute pour le théâtre italien à Paris où elle débute à 19 ans et où elle se voit confier très vite des rôles très importants, d'abord comme contralto.

### Succès
À partir de la fin des années 1810, elle chante régulièrement à Paris et au King's Theatre de Londres. En 1818, elle donne naissance à sa fille Clelia. 
À partir de 1824, elle s'impose sur toutes les scènes italiennes aussi bien qu'à Paris et Londres, plus par son charisme que par sa voix dont le timbre manque de pureté et la justesse laisse parfois à désirer. Cependant elle surclasse ses rivales par son jeu dramatique et son phrasé. Les rôles de Bellini, Donizetti et Rossini lui conviennent à merveille. Elle crée les rôles titres d'Anna Bolena, mais aussi de La sonnambula, Norma, et Beatrice di Tenda, l'écriture bellinienne était particulièrement adaptée à sa voix. 
Elle semble avoir développé une tessiture de soprano dramatique à partir de celle d'une mezzo-soprano, ce qui lui assurait un timbre chaud et une voix ample (de même, Maria Malibran, qui était à l'origine une contralto), de l'ordre de deux octaves et demi du la2 au ré5, avec des aigus faciles. Stendhal, dans ses Souvenirs d'égotisme, écrit d'elle qu'elle avait « le plus grand talent tragique que j'aie jamais connu » et dans sa Vie de Rossini que « Madame Pasta a le rare avantage de pouvoir chanter les partitions de contralto comme celles de soprano ». Avec Stendhal, la relation est d'une grande intimité (les deux habitent à la même adresse, 63 rue Richelieu), ce qui donne lieu à des rumeurs sur une relation amoureuse.
En 1825, après quelques saisons à Londres, elle crée le rôle de Corinne dans Il viaggio a Reims, donné avec les plus grandes stars du moment. En 1826, elle est appelée par Domenico Barbaja et débute à Naples, au San Carlo, dans Medea in Corinto de Simon Mayr.
En 1828, elle décide même de chanter le rôle titre dans l'opéra Otello de Rossini, écrit pour ténor, face à Henriette Sontag.
En 1830, à Milan, elle chante à la première d’Anna Bolena de Gaetano Donizetti puis, quelques mois plus tard, elle crée La sonnambula de Bellini, deux rôles très différents qui démontrent l'ampleur de ses moyens. La fin de l'année sera marquée par Norma à la Scala. Il y aura encore Beatrice di Tenda en 1833 et de très nombreuses représentations partout en Europe.
Giuditta Pasta accumule une belle fortune et fait l'acquisition, en 1827, de la somptueuse villa Roda sur le lac de Côme où Gaetano Donizetti compose une large part d’Anna Bolena, et de la villa Il Trempo, de style plus simple et alpin. Elle a également acquis un palais à Milan.

### L'échec de Norma
Lors de la création de Norma, à la Scala, le 26 décembre 1831, quelques mois seulement après la création de La sonnambula, Pasta essuie un échec qu'explique sans doute la fatigue. Les critiques notent que son air d'entrée, "Casta diva", est abaissé d'un quart de ton par rapport à la partition originale.
À partir de 1833, les critiques sont sévères, notamment dans la série de Norma qu'elle chante, de Londres à Paris, estimant que sa voix est ruinée. Après avoir annoncé à plusieurs reprises son retrait et avoir repris le chemin de la scène (Londres, 1837; Pologne et Russie en 1840/41), elle se retirera en 1841, à l'âge de 44 ans. Elle vend la villa Roda (après avoir perdu beaucoup d'argent dans la faillite d'une banque viennoise) et s'installe villa Trempo, avec sa fille Clelia, son mari et leurs trois enfants.
Elle demeure une figure légendaire de l'histoire du chant en raison de son génie de l'improvisation vocale dramatique qui l'emportait sur quelques défaillances surtout après 1830 (inégalité de couleur, instabilité vocale, tendance à chanter bas). Ce sont les mêmes éloges et les mêmes critiques que l'on adressera après 1957 à Maria Callas, qui en fut, en quelque sorte, la réincarnation.
Deux avis de professionnels résument bien les qualités et les défauts de Giuditta Pasta.
- De Talma : « Quelle femme étonnante ! Ce qui m'aurait demandé un an d'étude, elle l'improvise, elle le devine. »
- D'Adélaïde Kemble : « Même à son meilleur, elle a toujours chanté faux trois notes de son médium[5]. »

Stendhal ne tarit pas d'éloge sur « Madame Pasta », et un chapitre entier lui est consacré dans sa Vie de Rossini.

## Travaux universitaires
- Catherine Menciassi sous la dir. de Jean-Yves Mollier et Jean-Claude Yon, La réception de l'œuvre de la cantatrice Giuditta Pasta en France dans les années 1820-1830, mémoire de DEA en histoire culturelle des sociétés contemporaines, université de Versailles-Saint-Quentin-en-Yvelines, 2002.